# 足守駅
足守駅（あしもりえき）は、岡山県岡山市北区福崎にある、西日本旅客鉄道（JR西日本）吉備線（桃太郎線）の駅である。駅番号はJR-U07。

## 歴史
- 1904年（明治37年）11月15日：中国鉄道吉備線開通時に開設[1]。足守駅の名称は、足守に居を構える中国鉄道社長藤田連蔵の命による。
- 1944年（昭和19年）6月1日：中国鉄道鉄道部門が国有化、国鉄吉備線の駅となる[1]。
- 1962年（昭和37年）3月1日：貨物取扱廃止[1]。
- 1971年（昭和46年）11月1日：荷物扱い廃止[2]、簡易委託駅化[3]。
- 1987年（昭和62年）4月1日：国鉄分割民営化に伴い、JR西日本の駅となる[1]。
- 2007年（平成19年）
  - 7月24日：ICOCA対応簡易型自動改札機設置。
  - 9月1日：ICカード「ICOCA」の利用が可能となる。

## 駅構造

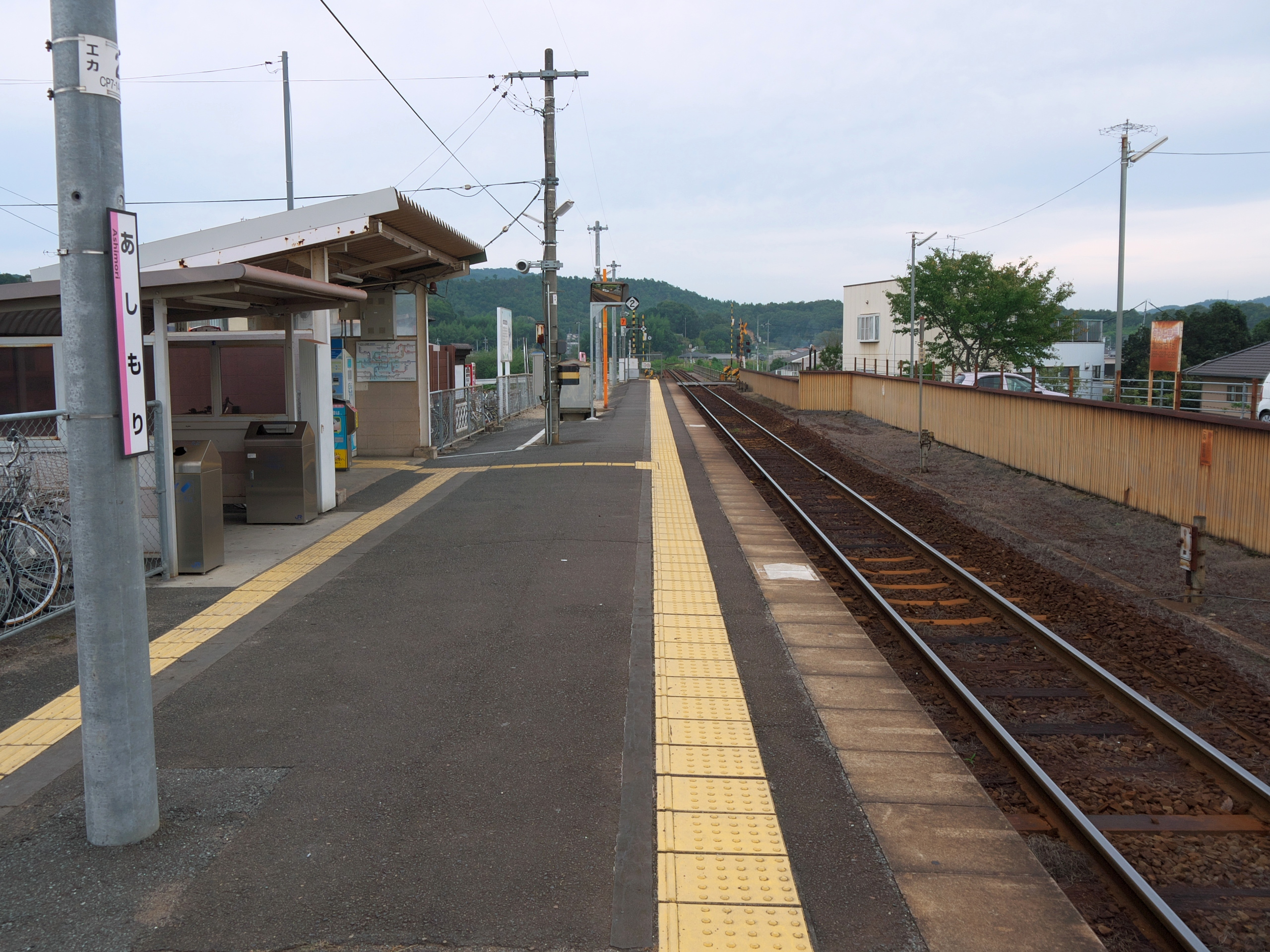
ホーム（2017年10月、奥は岡山方面）

総社方面に向かって右側に単式ホーム1面1線を有する地上駅（停留所）。ホームは線路北側に設置されており、駅出入口はホーム備中高松方に待合所に設置されている。
倉敷駅管理の無人駅。ICOCA利用可能駅であり、ICOCA相互利用対象であるPiTaPa（スルッとKANSAI協議会）も利用可能。待合所内部には簡易型自動改札機と自動券売機が設置されている。

## 利用状況
近年の1日平均乗車人員の推移は以下の通り。
| 乗車人員推移 | 乗車人員推移 |
| 年度         | 1日平均人数  |
| ------------ | ------------ |
| 1999         | 723          |
| 2000         | 739          |
| 2001         | 708          |
| 2002         | 685          |
| 2003         | 737          |
| 2004         | 673          |
| 2005         | 668          |
| 2006         | 652          |
| 2007         | 626          |
| 2008         | 609          |
| 2009         | 590          |
| 2010         | 586          |
| 2011         | 584          |
| 2012         | 578          |
| 2013         | 576          |
| 2014         | 570          |
| 2015         | 593          |
| 2016         | 610          |
| 2017         | 673          |
| 2018         | 663          |
| 2019         | 636          |
| 2020         | 540          |
| 2021         | 531          |

## 駅周辺
吉備線の線路は駅東側で南へ流れる足守川を渡る。駅対岸では国道429号が足守川に沿って南北に走っている。なお、当駅は本来の足守には無く北区役所高松地域センター管内（旧吉備郡高松町）にあり、足守の町へは駅から足守川を遡る形で北へ約4km進むと至る。
- 岡山自動車道岡山総社IC
- 国道180号
- 国道429号
- 山陽精機生石（）第1・第2工場[5]
- 岡山総社IC流通センター
  - 岡山郵便局
  - アマゾンジャパン岡山FC（フルフィルメントセンター）
- 稲荷自動車教習所

吉備線の前身である中国鉄道は足守地区までの免許も保有していたが、実現されること無く失効している。

### バス路線
駅東側にある足守駅バス停に以下の路線バスが発着する。
- 足守地区生活バス
  - 岡山県済生会「憩いの丘」が運行する会員制コミュニティバス

## 隣の駅
西日本旅客鉄道（JR西日本）
 桃太郎線（吉備線）
備中高松駅 (JR-U06) - 足守駅 (JR-U07) - 服部駅 (JR-U08)